# Brebu Nou
Pour les articles homonymes, voir Brebu.
Brebu Nou (en hongrois : Temesfő) est une commune roumaine située dans le județ de Caraș-Severin.